# Rosario Dawson
Rosario Isabel Dawson (New York, 9 mei 1979) is een Amerikaans actrice. Ze won in 2005 een Satellite Award voor haar rol in Rent. Samen met de gehele cast van A Guide to Recognizing Your Saints kreeg ze voor deze productie in 2006 de juryprijs op het Sundance Film Festival.

## Levensloop
Filmmaker Larry Clark ontdekte Dawson bij toeval op straat in Manhattan en liet haar een rol spelen in Kids. Na deze film besloot Dawson actrice te worden. Daarop volgde ze een opleiding aan het Lee Strasberg Theatrical Institute. Inmiddels heeft ze gewerkt met gereputeerde regisseurs als Oliver Stone, Chris Columbus en Spike Lee en speelde ze in films naast acteurs als Will Smith en Edward Norton.
Naast het maken van films acteert Dawson ook op het podium. Zo speelde ze de hoofdrol Julia in het stuk The Two Gentlemen of Verona van Galt MacDermot. In 2008 verscheen ze voor het eerst in een televisieserie, toen ze in dertig afleveringen als Anna Diaz was te zien in de sciencefictionserie Gemini Division (die ze zelf produceerde).
Overigens is Rosario Dawson ook te horen in het nummer West Ryder Silver Bullet van de Britse band Kasabian.
Dawson is politiek actief als medeoprichtster van Voto Latino, een organisatie die zich inzet om Amerikanen met een latino-afkomst meer kansen te geven in de politiek.
Van 2015 tot en met 2017 vertolkte Dawson de rol van Claire Temple in de Marvel Netflix series: Daredevil, Jessica Jones, Luke Cage, Iron Fist en The Defenders. Deze series speelde zich af in dezelfde filmwereld, het Marvel Cinematic Universe.
In het najaar van 2020 verscheen ze voor het eerst als Ahsoka Tano in de televisieserie The Mandalorian op Disney+. Dawson keerde later terug in deze rol voor de zesde aflevering van televisieserie The Book of Boba Fett, en als hoofdpersonage in de serie Ahsoka.
Sinds maart 2019 heeft ze een romantische relatie met Cory Booker.

## Filmografie
- 2023: Ahsoka
- 2023: Haunted Mansion
- 2022: The Book of Boba Fett
- 2021: The Water Man
- 2021: Space Jam: A New Legacy (stem)
- 2020: The Mandalorian
- 2019: Zombieland: Double Tap
- 2017: The Lego Batman Movie (stem)
- 2017: The Defenders
- 2017: Iron Fist
- 2016-2018: Luke Cage
- 2015: Jessica Jones
- 2015-2016: Daredevil
- 2015: Puerto Ricans in Paris
- 2015: Lego Dimensions (stem)
- 2015: Justice League: Throne of Atlantis (stem)
- 2014: Tinker Bell and the Legend of the NeverBeast (stem)
- 2014: Top Five
- 2014: The Captive
- 2014: Sin City: A Dame to Kill For
- 2014: The Ever After
- 2013: Parts Per Billion
- 2013: Cesar Chavez
- 2013: Gimme Shelter
- 2013: Raze
- 2013: Trance
- 2012: Hotel Noir
- 2012: Fire with Fire
- 2011: 10 Years
- 2011: Zookeeper
- 2010: Unstoppable
- 2010: Percy Jackson & the Olympians: The Lightning Thief
- 2009: Wonder Woman (stem)
- 2008: Seven Pounds
- 2008: Killshot
- 2008: Eagle Eye
- 2008: Explicit Ills
- 2007: Death Proof (Grindhouse)
- 2007: Descent
- 2006: A Guide to Recognizing Your Saints
- 2006: Clerks II
- 2005: Sin City
- 2005: Rent
- 2005: Little Black Dress
- 2005: This Revolution
- 2004: Alexander
- 2003: Shattered Glass
- 2003: The Rundown
- 2003: This Girl's Life
- 2002: 25th Hour
- 2002: Men in Black II
- 2002: The Adventures of Pluto Nash
- 2002: The First $20 Million Is Always the Hardest
- 2002: Ash Wednesday
- 2002: Love in the Time of Money
- 2001: Josie and the Pussycats
- 2001: Chelsea Walls
- 2001: Trigger Happy
- 2001: Sidewalks of New York
- 2000: Down to You
- 2000: King of the Jungle
- 1999: Light It Up
- 1998: He Got Game
- 1998: Side Streets
- 1997: Girls Night Out
- 1995: Kids